# Eros (god)

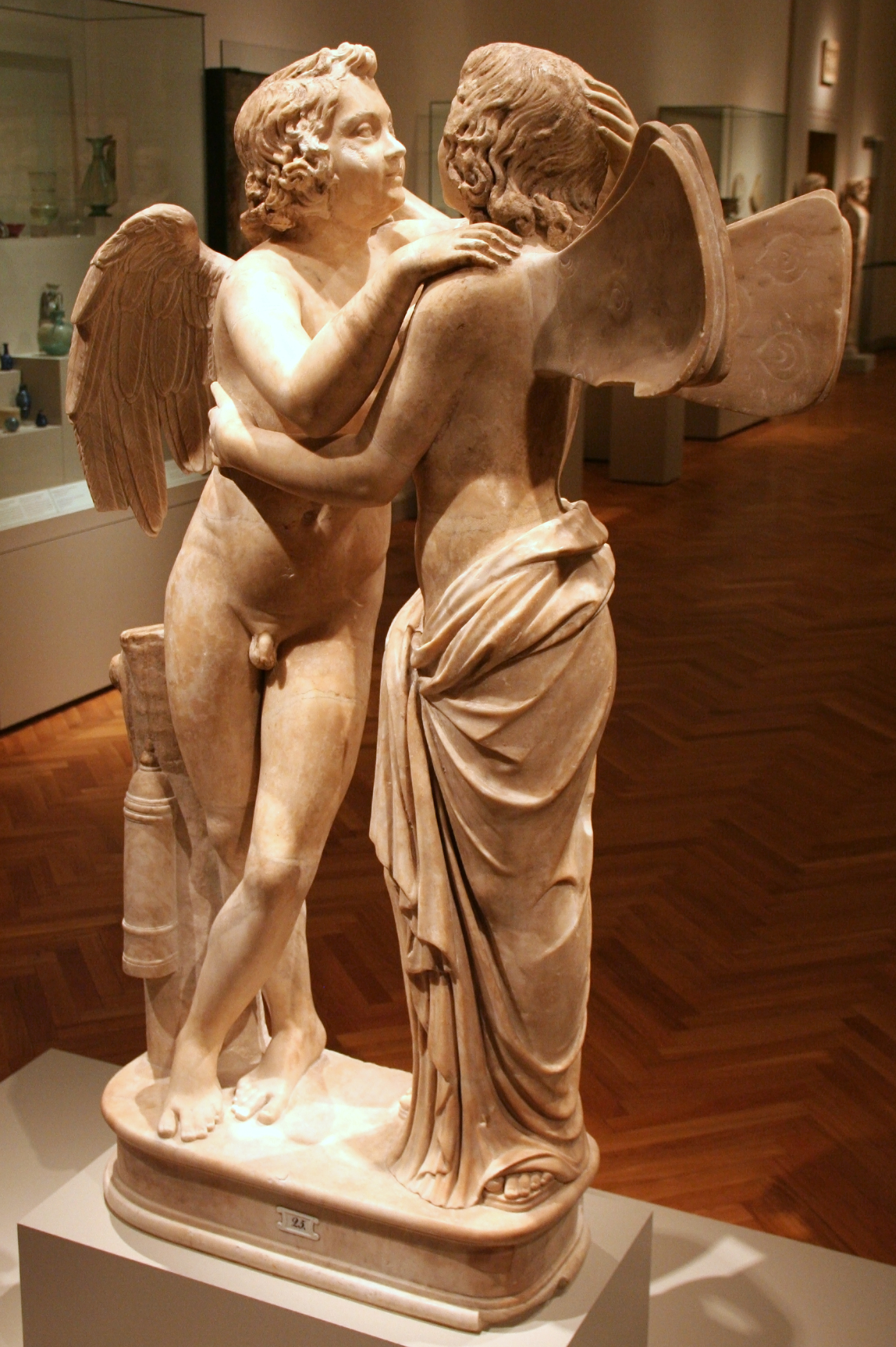
Eros en Psyche

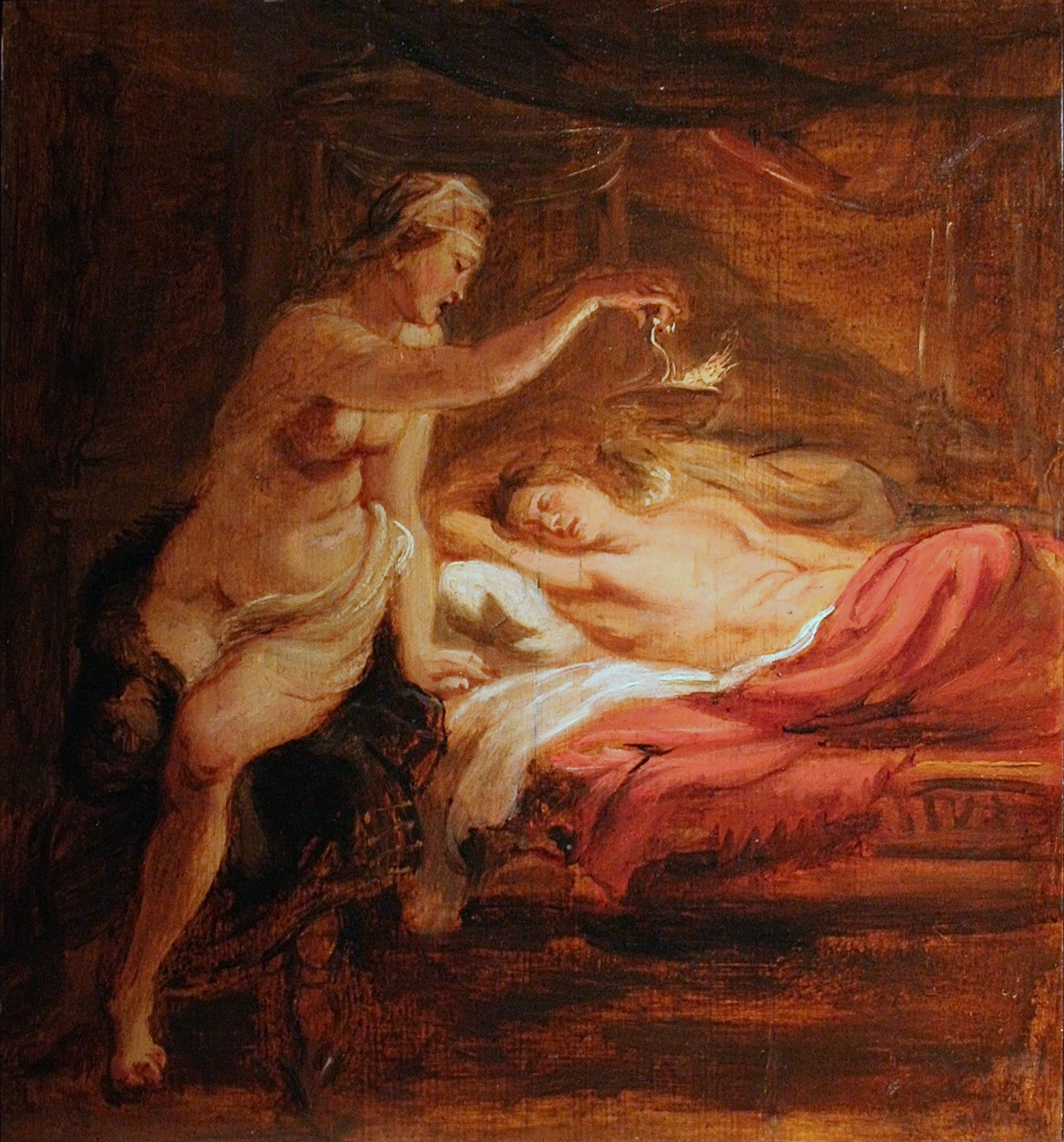
Psyche en de slapende Eros (Peter Paul Rubens)

In de Griekse mythologie is Eroos (Oudgrieks: Ἔρως) of Eros (gelatiniseerd) de god van de liefde en het schoonheidsverlangen, en de drijvende kracht achter aantrekking en binding, blinde passie voor iets of iemand, en voortplanting in de natuur. Zijn equivalent in de Romeinse mythologie is Cupido (ook Amor genoemd). Eros was de zoon van Aphrodite en Ares. Eros maakt gebruik van pijl-en-boog om op mensen te schieten. Als hij dan iemand geraakt heeft, is deze op slag verliefd. Zelfs de goden waren niet veilig voor hem.

## Oorsprong en jeugd
Eros is in de Griekse mythologie ook het derde kind van Chaos, (naast Nyx en Erebos) en personifieert dan de universele, allesomvattende liefde, de kracht die het universum samenhoudt. Eros was een klein jongetje dat niet groter wilde worden. Aphrodite vond het maar niets dat hij zo klein bleef, dus vroeg ze raad aan Themis (de godin van de wijsheid). Zij zei haar dat Eros alleen kon groeien als hij een broer of zus had, die hem ook liefde terug kon geven. Anteros
(letterlijk wederliefde) werd geboren en samen met hem kon Eros goed groeien. Anteros strafte mensen die wel liefde kregen, maar dat niet teruggaven.
Volgens de Griekse schrijver Plato toonde Socrates aan dat Eros zelf de liefde ontbrak waardoor hij gericht was op de ander om die liefde te verkrijgen. Dit feit kan een (esoterische) verklaring zijn waardoor wederliefde nodig is om te groeien en er anders sprake is van vampirisme of uitputting van de ander waar de liefde uit afgetapt wordt. In tegenstelling tot Eros sluit Agape (liefde voor de ander zoals voor jezelf, ook wel goddelijke liefde genoemd) niet uit.
Over Eros bestaat een gedichtje waarin hij bij Aphrodite uithuilt nadat hij zich heeft geprikt aan een doorn. Aphrodite repliceert: "Als jij nu al zo'n pijn voelt, hoe moeten de mensen zich dan niet voelen als ze door jouw pijlen getroffen worden?"

## Eros en Psyche
Er was eens een koning die drie mooie dochters had. Een van deze kinderen was Psyche, zij die in de Oudheid beschouwd werd als de personificatie van de ziel. Het meisje was beeldschoon, waardoor Aphrodite jaloers werd en Eros beval het meisje te doden. Eros besloot deze taak 's nachts uit te voeren en trof het meisje slapend in haar bed aan. Het maanlicht viel echter op haar gezicht en Eros zag hoe wonderbaarlijk mooi ze was en werd op slag verliefd. Hij voerde de taak niet uit, tot woede van Aphrodite. Aphrodite besloot daarop het heft in eigen hand te nemen en het meisje ondraaglijke kwellingen te geven. Deze werden zo erg, dat Psyche besloot zichzelf van het leven te beroven door van een berg te springen. Eros had haar echter de berg op gevolgd en smeekte de Westenwind haar te redden, hetgeen Zephyros deed. Hij bracht haar naar een eiland, waar een prachtig paleis stond en Psyche werd aangemoedigd naar binnen te gaan. 's Nachts kwam Eros in het donker naar haar toe, en met zoete woorden smeekte hij haar de zijne te worden. Psyche stemde toe, maar Eros had wel één voorwaarde: zij mocht zijn gezicht nooit zien, of hij zou haar voor altijd verlaten. Vele nachten waren de geliefden samen en hij vervulde al haar wensen. Toen Psyche vroeg of hij haar zussen haar wilde laten bezoeken, had Eros een naar gevoel, maar vervulde haar wens toch. De twee zussen waren echter jaloers en zorgden ervoor dat Psyche ging geloven dat haar minnaar een monster was en zij daarom zijn gezicht niet mocht zien. Ze haalden haar over een olielampje bij het bed te zetten en een dolk onder haar kussen te leggen, zodat, mocht hij een monster zijn, ze hem kon vermoorden. Eros viel 's nachts in slaap en Psyche deed de lamp aan. Ze zag zijn gezicht, en het was een prachtige jongeman. Ze liet echter per ongeluk een druppel olie op zijn schouder vallen, waardoor hij wakker werd en zag wat ze gedaan had. Hij zei vaarwel, want waar geen vertrouwen was, kon geen liefde zijn.
Psyche besloot zichzelf van het leven te beroven door zichzelf te verdrinken, maar de stroomgod stond dit niet toe en bracht haar veilig aan land. Daar bleef zij zoeken naar haar minnaar, totdat Demeter in haar verhaal Eros herkende en Psyche vertelde in dienst te treden van Aphrodite. Psyche, verheugd met dit nieuws, trad in dienst van de godin en moest allerlei taken vervullen die het menselijk vermogen eigenlijk te boven gingen. Als laatste taak werd haar opgedragen de Onderwereld te betreden om een potje zalf van Persephone te verkrijgen. Dit lukte, maar toen ze besloot het potje open te maken, kwam daar Hypnos uit en Psyche zakte weg. Op dat moment kwam Eros overvliegen en realiseerde zich wat hij haar aangedaan had. Hij vocht met Hypnos om deze terug te dringen in het kleine potje en wekte vervolgens Psyche met een tedere kus op de mond.
Hand in hand vlogen ze naar Olympus, waar Eros Psyche voorstelde als zijn bruid. Alle goden beloofden bij de bruiloft aanwezig te zijn, zelfs Aphrodite, die haar jaloezie van zich af had gezet.

## Eros de oergod
Deze Eros is minder bekend dan zijn naamgenoot de god van de (zinnelijke) liefde. Hij zou de god zijn van de universele liefde. Hij is de zoon van Erebos en Nyx. Hij wordt wel gezien als de vader van Gaia. Zijn broers en zusters zijn: Aether, Thanatos, Hypnos, Charon, Nemesis en Eris. Zie ook: Griekse oergoden.